# Sega Game Gear
Sega Game Gear je kapesní herní konzole, která byla odpovědí firmy Sega na Game Boy firmy Nintendo. Byla třetí komerčně dostupnou barevnou kapesní konzolí (po Atari Lynx a Turbo Express).
Práce na konzoli začaly v roce 1989 pod kódovým označením "Projekt Merkur", v té době Sega používala pro kódové označení jména planet. Displej měl rozlišení 160x144 obrazových bodů a mohl najednou zobrazovat 32 barev z barevné palety celkových 4096 barev. Sdílela většinu svého hardwaru s konzolí Sega Master System a bylo možno na ní hrát hry z Master Systemu pomocí adaptéru. Systém byl představen v Japonsku 6. října 1990, pro Severní Ameriku, Evropu a Brazílii v roce 1991 a Austrálii v roce 1992. Prodejní cena byla na počátku $150. Přestože konzole technologicky překonávala konkurenční Game Boy od Nintenda, měla mnohem kratší výdrž baterie, nedostatek originálních her a také slabou podporu ze strany samotné Segy. Do března 1996 se prodalo 10,62 milionů kusů. Sega ukončila podporu pro Game Gear na počátku roku 1997. Jako nástupce byl uveden v roce 1995 Genesis Nomad (také Sega Nomad), jehož výroba byla velmi krátká a ukončena byla v roce 1999.
Recenze Game Gearu byly smíšené. Ceněn byl za jeho plně barevný podsvícený displej a výpočetní výkon, ale kritizována byla velikost konzole, krátká výdrž baterie a otázkou byla i kvalita a obsah jeho herní knihovny. V červnu 2020 byl oznámen vývoj mikrokonzole Game Gear Micro.

## Technické parametry
| Procesor:                  | Zilog Z80, 8 bitů při frekvenci 3,58 MHz                                     |
| Zvukový procesor a výstup: | Texas Instruments SN76489 PSG, mono reproduktor, konektor Jack 3,5 mm stereo |
| Paměť:                     | 8 KB, video RAM: 16 KB                                                       |
| Zobrazovaných barev:       | 32 z palety 4096 barev při frekvenci 59,92 Hz                                |
| Displej:                   | 3,2 palce, podsvícený                                                        |
| Rozlišení:                 | 160×144 pixelů                                                               |
| Napájení a výdrž:          | 6× baterie AA na 3–5 hodin nepřetržitého provozu                             |
| Rozměry (mm):              | 210×113×38                                                                   |